# 布基农省
布基农省，菲律賓華人称武紀倫省，是菲律賓的一個內陸省份，位於北民答那峨政區，首府為馬萊描萊市（Malaybalay City，馬來巴拉市）。布基农省從北順時針相鄰於東米薩米斯省、南阿古桑省、北達沃省、哥打巴托省、南拉瑙省及北拉瑙省。
1. ↑   (PDF). 菲律賓商報. 2024-01-16.